# ستيف بريسي
ستيف بريسي (بالإنجليزية: Steve Bracey)‏ مواليد 01 أغسطس 1950 في بروكلين - الوفاة 14 فبراير 2006، كان لاعب كرة سلة أمريكي. بدأ مسيرته الاحترافية في سنة 1972. تم اختياره من قبل فريق أتلانتا هوكس خلال الدرافت. بلغ طوله 6 قدم 1 بوصة (1.9 م). اعتزل اللعب في 1975. لعب مع أتلانتا هوكس وغولدن ستايت ووريورز.

## روابط خارجية
- ستيف بريسي على موقع إن بي أي (الإنجليزية)
- ستيف بريسي على موقع سبورتس رفرنس (الإنجليزية)
- ستيف بريسي على موقع كلية كرة السلة في سبورتس رفرنس.كوم (الإنجليزية)
- ستيف بريسي على موقع ريلجم (الإنجليزية)
- ستيف بريسي على موقع بروبوليرز (الإنجليزية)